# Sophie Theallet
Sophie Theallet (Bagnères-de-Bigorre, 1964–) francia divattervező, akinek kliensei között megtalálhatjuk a first ladyt Michelle Obamát is.

## Karrierje
18 éves korában elköltözött Párizsba, hogy a Bercot Studióban tanuljon.  Franciaországban megnyerte a National Young Design Award-ot, ezután viszonylag korán lediplomázott és Jean-Paul Gaultier foglalkoztatta. Theallet akkor csatlakozott Azzedine Alaïához, mert már egy évtizeddel korábban elköltözött New Yorkba. Most Brooklyn Heights-ban él. Miután elköltözött New York Citybe, Sophie tovább dolgozott Alaïával részidős alapon, miközben más divatcégeknek is dolgozott szabadúszóként.
2007-ben elindította a saját márkáját, Sophie Theallet. 2009-ben megnyerte a CFDA/Vogue Fashion Fund Award-ot.